# Seeboden am Millstätter See
Seeboden am Millstätter See – uzdrowiskowa gmina targowa w Austrii, w kraju związkowym Karyntia, w powiecie Spittal an der Drau. Liczy 6325 mieszkańców. Leży nad jeziorem Millstätter See.

## Atrakcje turystyczne
- zamek Sommeregg - pierwsza wzmianka historyczna o zamku pochodzi z XII wieku. Obecnie na zamku znajduje się największe w Europie Środkowej Muzeum Tortur.
- Muzeum Bonsai z ogrodem Zen o powierzchni 3000 m²
- Muzeum Rybackie - otwarte po przerwie 26 sierpnia 2011.

## Literatura
- Edi Rauter: Seeboden. Ein Kurort am Millstätter See. Verlag Carinthia, Klagenfurt, 1976, ISBN 3-85378-015-6
- Edi Rauter: Seeboden im Wandel der Zeit. Eigenverlag der Gemeinde Seeboden, Seeboden 1994, ohne ISBN
- Karen Schaelow-Weber: Seeboden am Millstätter See, Kärnten. Kirchen und Kapellen. (Kunstführer) Kunstverlag Peda, Passau 2002, ISBN 3-89643-185-4